# Springfield Stadium
Springfield Stadium – wielofunkcyjny stadion na wyspie Jersey. Znajduje się w głównym mieście wyspy: Saint Helier. Może pomieścić 7000 osób. Został wybudowany w 1885. Ostatniej renowacji dokonano w 1997. Swoje mecze rozgrywa na nim Reprezentacja Jersey w piłce nożnej.